# Kryptolebias
Kryptolebias es un género de peces de la familia de los rivulines en el orden de los ciprinodontiformes.

## Especies
Se conocen ocho especies válidas en este género:
- Kryptolebias brasiliensis (Valenciennes, 1821)
- Kryptolebias campelloi (Costa, 1990)
- Kryptolebias caudomarginatus (Seegers, 1984)
- Kryptolebias gracilis (Costa, 2007)
- Kryptolebias hermaphroditus (Costa, 2011)
- Kryptolebias marmoratus (Poey, 1880)
- Kryptolebias ocellatus (Hensel, 1868)
- Kryptolebias sepia (Vermeulen y Hrbek, 2005)